# Армянский рок
Армянский рок — условное название рок-музыки, которая исполняется армянскими музыкантами как в самой Армении, так и за её пределами. В большинстве случаев музыка обладает народной спецификой.

## История

### Советская эра
Появился в середине 1960-х в Армянской ССР. Несмотря на госзапреты, ереванские группы наряду с российскими выступали на всесоюзных рок-фестивалях. Особой популярностью пользовались группы «Аракялнер», «1+2», «Мечтатели», «Блики» и др..
В 1980-е несколько армянских групп стали известными за границами СССР, среди них — метал-группы «Айас» и «Аспарез» (последняя в 1988 выпустила пластинку на «Мелодии»). В 1982 группа «Бамбир» получила приз как лучшая фолк-рок-группа на международном фестивале в Белоруссии. В 1986 была создана группа «Востан Айоц» — одна из самых известных и почитаемых в Армении.

### 2010-е
В 2012-м году в Армении, в частности в ереванском андерграунде с новой силой возродилось армянское рок-движение. В новом этапе особую роль сыграли новые группы, которые представили «новые» жанры, ранее не звучавшие в ереванском андерграунде — Kill them all (thrash metal), Werewolf (punk/horror punk), NaqhshBand (Indie), Acid trace of suicide (deathcore), Doctor at large (Indie), Creeptown (grunge), Pantheon of Despair (Death, Black/Death metal), Arbor Mortis(Black metal) и др. Также свою популярность сохранили группы, появившиеся на сцене ранее —VooDoo,Nairi, Rahvira (Black Metal), InComa и др. В 2013 г. на этой волне популярности были организованы рок-фестивали «RockConfest», «ArmRockFest», «River Fest» и «Sound Against War».

## Классификация
Поколения музыкантов и коллективов, исполняющих армянский рок, принято разделять на так называемые «волны». Так, первое поколение армянского рока — Аракялнер; 1+2 и др. являются представителями «первой волны», Востан Айоц — третьей и т. д.

## Представители

### Артур Месчян и Аракялнер
Организована в 1967 Артуром Месчяном, основоположником армянского рок-движения и рок-музыки. Группа «Аракялрнер» была первой в СССР рок-группой, которая исполняла собственные песни на родном языке. В группе участвовали также гитарист Левон Меликян и ударник Григор Налбандян. Группа стала легендарной уже в самом начале своей деятельности. Просуществовала до 1976 года и пользовалась популярностью среди студенчества, несмотря на то, что единственный записанный альбом «Реквием», «заказанный» Артуру Месчяну Католикосом Всех армян Вазгеном I, и посвященный памяти жертв Геноцида армян в 1915 году, так и не вышел на фирме «Мелодия». После распада группы Артур Месчян продолжал творить. Лишь в начале и середине 90-х годов, в США, с небольшими перерывами Артуру Месчяну удалось выпустить три альбома, в которых была небольшая часть ранее написанных песен, в том числе и периода «Аракялов» и песни, написанные им в конце 80-х и в начале 90-х годов: «Монолог Сумасшедшего Скрипача» (1992), «Катарсис» (1995), «Странствие» (1995). Каждая композиция в этих альбомах — небольшой шедевр исполнительного, музыкального и поэтического искусства. В 1995 году в США Артур Месчян записал «Причастие» (1995) — не имеющее аналогов в мировой культуре музыкально-поэтическое произведение, в котором музыкант достиг величайших вершин духовно-творческого поиска. В 2005 году Артур Месчян выпустил альбом концертной записи в Зале Арама Хачатряна в Ереване, и в 2006 году — альбом концертной записи в том же зале в 2006 году. В альбомах были восстановлены и по новому исполнены ранее написанные композиции. В 2009 году Артур Месчян провел небольшой концертный тур, выступив с большими концертами в США (Лос-Анджелес), России (Москва) и в Армении. Наряду с ранее написанными композициями, известными публике, в концертах были исполнены две новые песни, вызвавшие широкий резонанс среди публики. В настоящее время Артур Месчян завершил строительство Нового здания Матенадарана (Институт древних рукописей в г. Ереване) и занят реконструкцией Старого здания Матенадарана.
VooDoo Armenian Rock Band 
 (недоступная ссылка)
Изначально было несколько вариантов для будущего наименования группы - "AltTown" , "Renaissance" и другие . Но по предложению соло-гитариста было решено назвать группу "VooDoo". Группа выступает в жанре альтернативно-прогрессивного ню-метала, скрещенного с хеви-метал . С момента создания состав группы претерпел много изменений.
Первая песня вышла под названием "Desire for...". Студийные песни - "And I Loved", "Deja Vu", "Against the System", "Canceled Exorcism", " I Am the God". На данном этапе группа работает над своим первым студийным альбомом "Deja Vu", который будет включать 8 песен.

### System of a Down (S.O.A.D.)

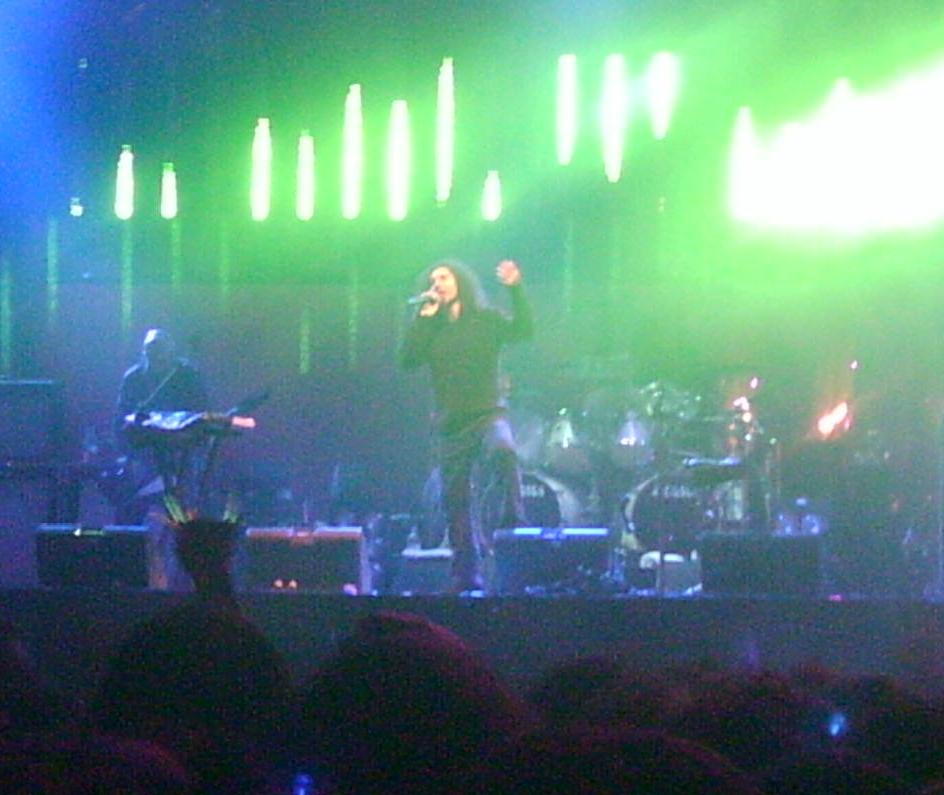
System of a Down

Известная музыкальная группа из Лос-Анджелеса, играющая в стиле альтернативный метал. Группа была основана в 1995 году Сержем Танкяном и Дароном Малакяном. Все участники System of a Down являются армянами. Название группы произошло от написанной Д. Малакяном поэмы «Victims Of The Down», но слово «victims» не понравилось другому участнику Шаво Одаджяну, и поэтому было решено изменить слово на «system», вместе с артиклем «the».
В период с 1998 года по 2005 год группа выпустила пять студийных альбомов, все из которых стали платиновыми с общим тиражом свыше 20 миллионов копий[4]. В 2006 году участники решили временно приостановить деятельность группы и заняться сольными проектами. 29 ноября 2010 года группа объявила, что она собирается воссоединиться и начать европейский тур в 2011 году.
В 1993 году Серж Танкян и Дарон Малакян основывали группу Soil, которая уже через два года распалась, и её участники создали новую группу, в которую пригласили Шаво Одаджяна. Он посещал ту же частную школу в Калифорнии, что и Танкян и Малакян, и поэтому был хорошо знаком с обоими музыкантами. Сначала Ш. Одаджян должен был стать менеджером группы, но в связи с отсутствием в группе бас-гитариста, стал играть на этом инструменте.
В 1997 году из-за разногласий из группы ушёл барабанщик Энди Хачатурян, позже создав группу The Apex Theory. Тогда же на смену Энди пришёл Джон Долмаян.

### Аспарез
Одна из первых армянских металлических групп 1980-х. Пели по-армянски. Выступали на одной из «Рок-Панорам». Группа записала в Ереване на фирме «Мелодия» диск «Анафема» в 1989 году, который вышел тогда же в Москве. Гитарист Мэй Лиан работал ещё с группами «Олис», «Акция», «Балерина», а также в группе Ольги Кормухиной, в составе театра Аллы Пугачевой. Барабанщик Давид Оган (Оганджанян Давид Владимирович) ныне — известный исполнитель шансона.

### Востан Айоц
Группа организована в 1986 году Арегом Назаряном. Вскоре после образования группа обрела всереспубликанскую известность и стала одним из пионеров национального движения 1980-х. Самый яркий представитель так называемой третьей волны. Хедлайнер (до 2000 года) и один из основоположников первого ереванского рок-клуба. Считается лучшей рок-группой Армении.

### Бамбир
Организована в 1978 году в Ленинакане. Группа выступала в городах Армении, а также в Москве, Петербурге, Лос-Анджелесе, Фрезно, Молдове и Грузии. Автор песен — Гагик Барсегян (Джаг). В музыке группы используются армянские народные песни, современные аранжировки композиций Комитаса и средневековых песен. В 1982 году на международном фестивале в Лиде (Белоруссия) «Бамбир» получила премию в категории «фолк-музыка».

### Айас
Группа играла в стиле Heavy Мetal. Образована в 1987 году. «Айас» привлекла внимание экспертов интересным сочетанием тяжелого рока и традиций армянской духовной музыки («Рок в СССР», 1990). Лидер группы — Артур Митинян, выпускник Ереванской консерватории. Кроме неслыханных металло-арийских гимнов 1986-94 гг., он написал классические произведения, оперу и рок-балет на основе песен «The Beatles». В 1991 группа должна была выступить в одном концерте с Megadeth, однако вокалист Айаса по религиозным причинам покинул группу, и выступление так и не состоялось.

### Empyray
Стиль группы (Heavy Rock, Hard Rock) . Образована в 1993 году вокалистом Саркисом Манукяном и гитаристом Кареном Арзуманяном, однако широкую популярность обрела лишь в 2005. В 2006 группа записала дебютный альбом, и в том же году стала победителем Armenian National Music Awards в номинации «лучшая рок-группа».

### Vordan Karmir
Популярная метал-группа, созданная в 2004 году в Ванадзоре. Музыканты играют хард-рок, с элементами альтернативного метала, используя традиционный армянский фолк. Тексты песен отражают мировоззрение современного молодого человека, его взаимоотношение с реалиями сегодняшнего мира, его стремление к внутренней свободе и протест.

### G/F
14 апреля 2000 года создалась группа G/F, которая исполняет классический рок. Одна из тех групп, которая ещё стоит на своем месте очень крепко. В начале она называлась Erkazona, затем имя поменялось на G/F. Эта группа состоит из четырёх участников. Состав — Григорян Эдгар и Аршак, Аветисян Тигран и Аршакян Зорик. Группа имеет много песен, которые просто обвораживают слушателей и ведут их в мечты.

### Rozen Tal
В 2015 году была создана гюмрийская рок-группа Rozen  Tal. Эта группа состоит из трех участников. Состав: Гитара, вокал - Армен Едигарян, барабаны, бэк-вокал - Нарек Товмасян, бас - Арутиун Асрян. В основном они поют на английском и армянском языках. У  группы есть EP альбом, который содержит 7 песен из более ранних сетов. Ещё синглы Beautiful,Time stiops, Zhamanakn e/Ժամանակն է перевод (Время пришло).